# Jules Simon
François-Jules Simon (egentligen Suisse), född den 27 december 1814 i Lorient (Bretagne), död den 8 juni 1896 i Paris, var en fransk politiker och filosof.
Simon blev lärare i filosofi vid lyceerna i Caen (1836) och Versailles (1837) och 1839 Cousins efterträdare i samma ämne vid Sorbonne. År 1848 invaldes han i konstituerande församlingen, där han slöt sig till de moderata och genom framstående begåvning och outtröttlig arbetsförmåga skaffade sig stort inflytande. År 1849 utnämndes Simon till medlem av conseil d'état, men då han vägrade avlägga ed på den nya författningen efter Napoleons statskupp (1851), avsattes han från alla offentliga uppdrag. Han sysselsatte sig därefter med historiska forskningar samt om Platon och Aristoteles, och utvecklade därjämte en betydande författarverksamhet. Han skrev bland annat de vitt spridda arbetena Le devoir (1854; "Pligten", 1870), La religion naturelle (1856) och La liberté (1857) och höll en mängd av hänförelse burna föreläsningar över filosofiska och sociala spörsmål. 
År 1863 invaldes han i lagstiftande kåren, där hans glänsande vältalighet till försvar för vissa sant liberala tidsströmningar (handels-, tryck- och undervisningsfrihet, dödsstraffets avskaffande med flera) gjorde honom mycket bemärkt. Samma år blev han medlem av Institutet, invaldes 1869 i två departement till lagstiftande kåren, där han röstade emot fransk-tyska kriget. Simon blev 4 september 1870 kultus- och undervisningsminister i Nationella försvarsregeringen. Hans sansade moderatism i inrikespolitiska frågor bragte honom ofta i harnesk mot Gambetta. År 1871 invaldes Simon i den nya nationalförsamlingen, och samma år tog Thiers honom till undervisningsminister. På denna post verkade han outtröttligt och med framgång på skolväsendets ordnande, men lyckades inte genomdriva sin skollag och avgick 1873. 
Han framträdde därefter som vänsterns ledare, bekämpade med kraft septennatet och yrkade på nationalförsamlingens snara upplösning. År 1875 valdes han till livstidssenator och blev samma år medlem av Franska akademien. År 1876 blev han ministerpresident och inrikesminister och sökte verka för en försonlig och på samma gång verkligt framstegsvänlig politik. Fri från doktrinarism och politiska lidelser, fick han allt svårare att hålla jämvikten mellan ytterlighetspartierna till höger och vänster, i synnerhet i den religiösa frågan. Och när slutligen presidenten Mac-Mahon undandrog Simon sitt stöd, måste han avgå den 16 maj 1877, efterträdd af ministären de Broglie-Fourtou. I senaten sysslade han alltjämt med iver med undervisningsfrågor, men drevs alltmer åt de klerikala. 
Han bekämpade också kraftigt boulangismen och skrev mot denna den mycket spridda skriften Souviens-toi du 2 décembre, men förlorade efter den tiden alltmera sitt politiska inflytande. Hans sista officiella uppdrag var representantskapet för Frankrike på den internationella arbetarkonferensen i Berlin 1890, vilket han utövade med stor framgång. Av Simons övriga litterära arbeten kan nämnas L'ouvriére (1861), en skildring av arbeterskornas liv, L'école (1864), Le travail (1866), La politique radicale (1868), Souvenirs du 4 septembre (1874), Thiers, Guizot, Rémusat (1885) och La femme du vingtiéme siècle (1890; "Kvinnan i 20:e århundradet", samma  år). Genom klar, medryckande stil och vidsynt uppfattning i flera på dagordningen stående frågor fick Simon stort inflytande långt utom parlamentets väggar. Hans staty restes 1903 utanför Madeleinekyrkan i Paris.